# Campodolcino
Campodolcino là một đô thị ở tỉnh Sondrio trong vùng Lombardia của Italia, có vị trí khoảng 100 km về phía bắc của Milano và khoảng 50 km về phía tây bắc của Sondrio, ở biên giới với Thụy Sĩ. Tại thời điểm ngày 31 tháng 12 năm 2004, đô thị này có dân số 1.077 người và diện tích là 48,3 km².
Đô thị Campodolcino có các frazioni (các đơn vị cấp dưới, chủ yếu là các làng) Tini, Strarleggia, Fraciscio, và Motta.
Campodolcino giáp các đô thị: Madesimo, Mesocco (Thụy Sĩ), Piuro, San Giacomo Filippo.